# جوليان أرمور
جوليان أرمور (بالإنجليزية: Julian Armour)‏ هو عازف تشيلو أمريكي، ولد في 29 سبتمبر 1960 في ميسولا في الولايات المتحدة.

## وصلات خارجية
- جوليان أرمور على موقع ميوزك برينز (الإنجليزية)